# Овсяница луговая
Овся́ница луговая (лат. Festuca pratensis) — многолетнее травянистое растение, вид рода Овсяница (Festuca) семейства Злаки, или Мятликовые (Poaceae). Одна из лучших трав для сенокосов и пастбищ.

## Распространение и экология

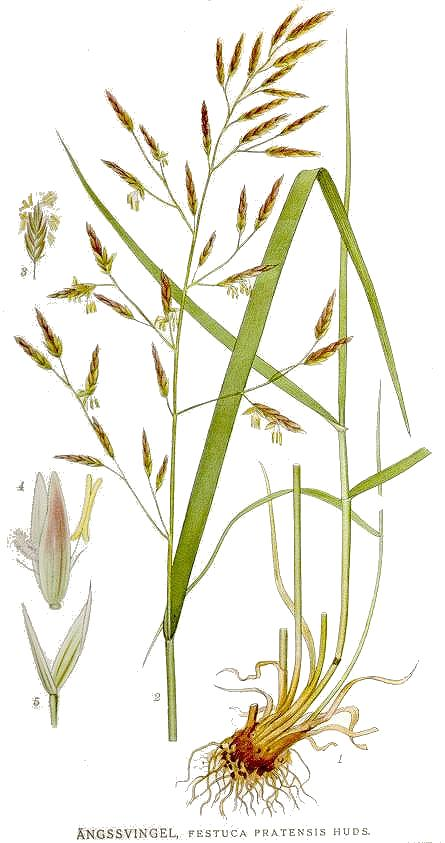

Ареал вида охватывает территорию Европы и Малой Азии. В культуре овсяница луговая широко распространена в европейской части России, на Кавказе, в Средней Азии, Западной и Восточной Сибири.
Вид широко распространён в лесной зоне, лесостепи, в лесных и лесостепных поясах гор. В значительном количестве встречается в центральной части поймы рек, где может преобладать в травостое.
Предпочитает расти на плодородных почвах. Для неё подходят почвы умеренной влажности, богатые перегноем, рыхлые суглинки. Также хорошо растёт на осушенных низинных торфяниках, достаточно спелых супесях, за исключением переувлажнённых, сухих, очень кислых и бедных почв. На богатых почвах растёт вместе с тимофеевкой луговой (Phleum pratense), мятликом луговым (Poa pratensis), клевером красным (Trifolium rubens), а на бедных почвах и влажных почвах с полевицей белой, полевицой обыкновенной (Agrostis capillaris), иногда с щучкой (Deschampsia). Во влажные годы и на более влажных почвах хорошо отзывается на органические и минеральные удобрения. На сухих местах произрастания заметно снижает урожайность, но в меньшей степени, чем тимофеевка (Phleum). Выносит длительное затопление полыми водами. Морозостойка — хорошо переносит поздние осенние заморозки. Может произрастать на слабокислых почвах при 5—6 pH. Плохо переносит засоление.
Размножается семенами и вегетативно — побегами кущения которые имеют высокую приживаемость. Семена сохраняют всхожесть 3—4 года, в поле прорастают при 3—5 °С, более дружно при 7—8 °С. Весной возобновляет рост при 5—6 °С. Растение озимого типа развития. В год посева формирует большую массу из укороченных вегетативных побегов с длинными узкими листьями. Плодоносит со 2-го года жизни. Относится к средне ранним растениям. Вегетационный период длится 90—100 дней.
На листьях встречается серая пятнистость, гельминтоспориоз, листовая головня, на листьях и стеблях — ржавчина, чехловидная болезнь, на колосьях — спорынья. Из вредителей чаще всего встречаются: злаковый клещ, колосковые мухи, проволочники, зелёноглазки.

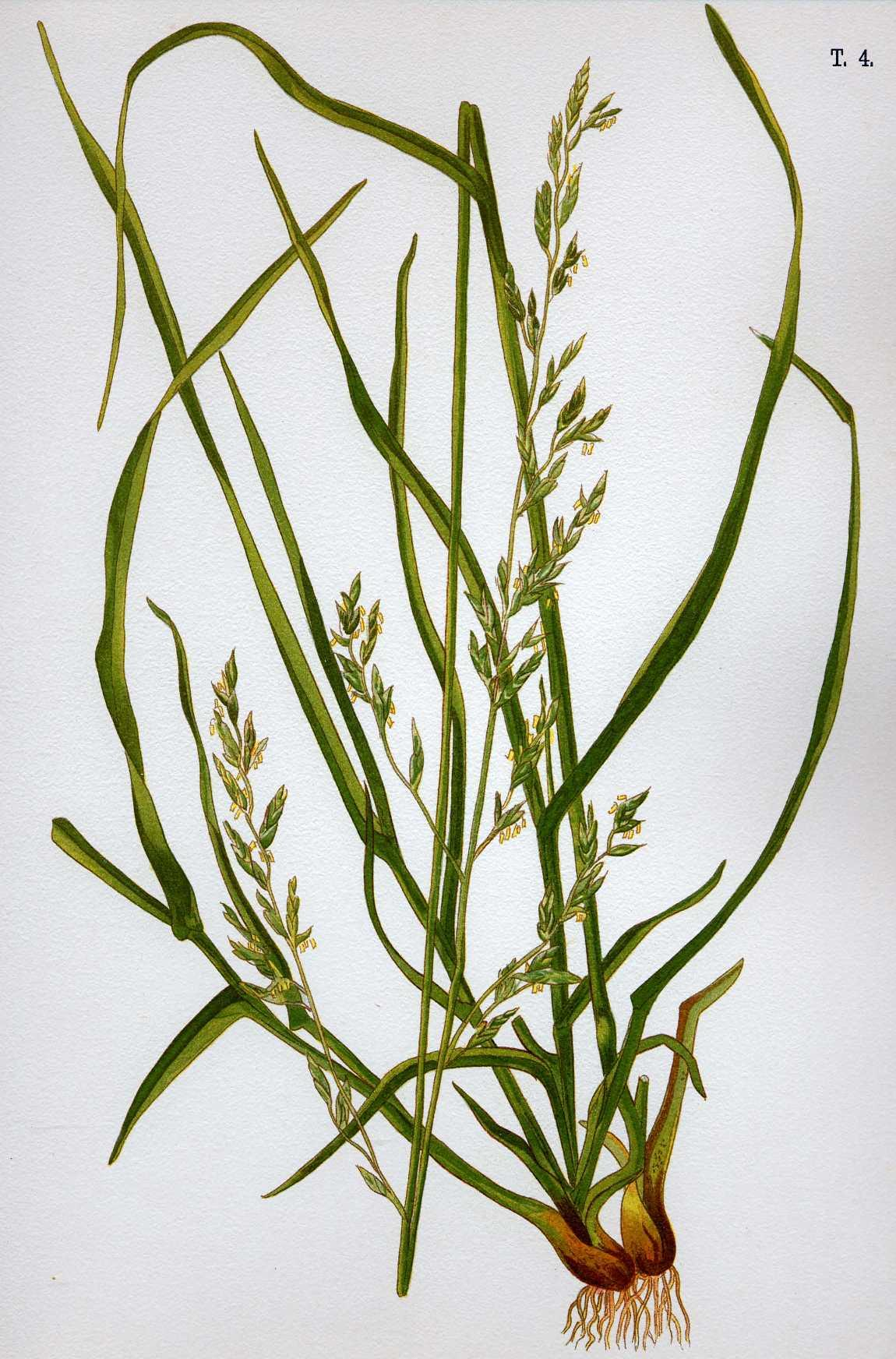
Овсяница луговая. Ботаническая иллюстрация из книги А. Ю. Лошкарева, 1898 год

## Ботаническое описание
Многолетнее травянистое растение с короткими ползучими корневищами и прямостоячими слабооблиственными стеблями высотой до 120 см.
Имеет хорошо развитую мочковатую корневую систему. Отдельные корни проникают на глубину до 50 см и более. Большинство же корней расположено в верхнем 20 см слое почве.
Листья плоские, по краям и сверху шероховатые, узколинейные, шириной 3—5 мм, у основания листовой пластинки имеются ушки.
Метёлки 6—20 см длиной, более менее односторонняя, сжатая, лишь во время цветения немного раскидистая. Колоски зелёные или слабо фиолетовые, линейно-продолговатые, длиной до 15 мм, 3—10-цветковые. Нижние цветковые чешуи широколанцетные, голые, на верхушке острые, но без ости.
Семена зеленовато-серые, ланцетной формы, крупные. Стерженёк круглый, тонкий, длинный, иногда отодвинут от зерновки. Длина семян 4,8—8 мм, ширина 0,9—1,8 мм, толщина 0,6—1,2 мм. Масса 100 семян 2 грамма. В 1 соцветии 160—180, реже 220—280 семян. Масса семян в соцветии 180—240 мг, при максимуме 500—600 мг.
Массовое цветение в июне. Семена созревают во второй половине июля, в прохладные годы — в начале августа.

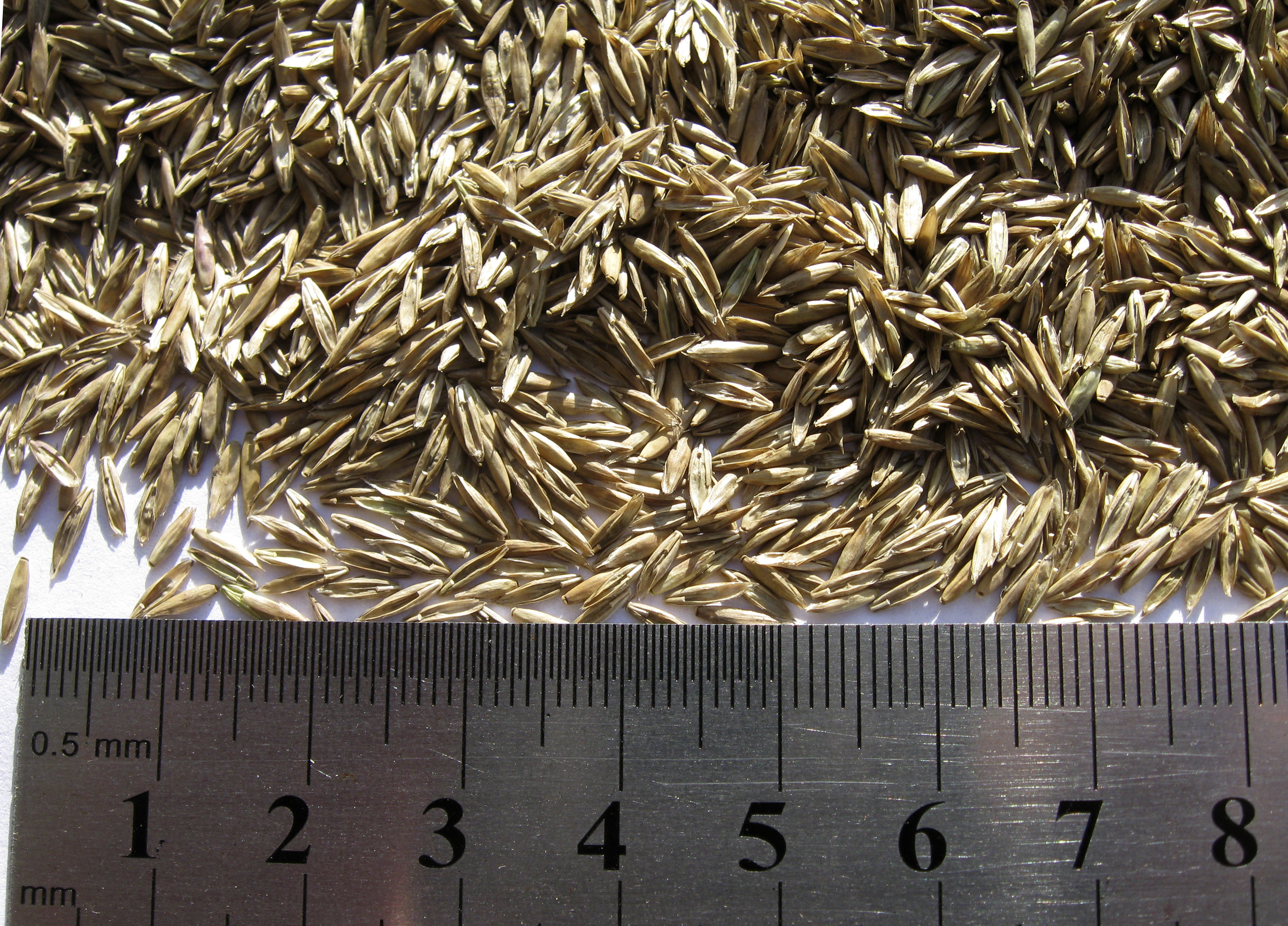
Семена овсяницы луговой

## Химический состав
Отличается высоким содержанием аминокислот — лизина и гистидина.
На ранних стадиях роста содержит до 50 мг % витамина А, позднее 12—17 мг %. В корневище находится граминин.

## Значение и применение
Поедается скотом на пастбище и в сене. Лучше поедается в вегетативном состоянии, хорошо в фазе цветения, отцветшую скот не трогает. Молочный скот хорошо поедает силос, сено, в виде зелёной подкормки и на пастбище. Хорошо отрастает после скашивания и стравливания. Даже лучше чем тимофеевка луговая (Phleum pratense). При достатке влаге за сезон формирует 2—3 укоса. На сенокосах и пастбищах сохраняется до 6—8 лет. При внесении удобрений и соответствующего ухода может пребывать в травостое до 12—15 и более лет.
По наблюдениям в Кабардино-Балкарии поедается западнокавказским туром (Capra caucasica).
Является ценным луговым кормовым растением лесной и, частично, лесостепной зоны. Отличается высокой кормовой ценностью, по кормовым достоинствам стоит выше тимофеевки (Phleum).
Считается хорошим структурообразователем почв — образует максимальное количество корней начиная с фазы кущения. По накоплению корневой массы занимает первое место среди других злаковых трав. Корневая масса быстро разлагается, восстанавливая структуру почвы и повышая её плодородие.